# Индукторски телефон М63
Индукторски телефон М63 намијењен је за одржавање телефонских веза у свим јединицама ЈНА, а првенствено у пољским условима рада. За рад преко аутоматске телефонске централе, телефон М63 мора имати бројчаник БН-1. Телефон М63 омогућује непосредни рад између два телефона преко жичне линије или преко канала телефонског уређаја са носећом фреквенцијом, посредни рад преко индукторске телефонске централе ЛБ-система, посредни рад преко ручне телефонске централе ЦБ-система, посредни рад преко аутоматске телефонске централе ЦБ-система употребом бројчаника БН-1 и непосредни рад преко радио уређаја за даљине. Домет телефона М63 зависи од слабљења одговарајућих линија, односно од слабљења канала телефонских уређаја са носећом фреквенцијом и телефонских централа.

## Опис индукторског телефона М63
Индукторски телефон састоји се од металног поклопца, металне кутије, ремника, микротелефонске комбинације МК-1-А и горње плоче. Метални поклопац служи за затварање горње плоче (дијела) телефона и микротелефонске комбинације МК-1-А. На предњој страни поклопца је таблица срицања слова и бројева. На бочним странама налазе се по један утврђивач за утврђивање поклопца на кутију. Метална кутија служи за смјештај горње плоче с осталим дијеловима телефона. На предњој страни кутије је удубљење с решетком које је, у ствари, резонатор (умјесто чашице) звонцета за неизмјеничну струју и удубљење са ручком индуктора. То удубљење затворено је херметички гуменом мембраном. Пртени ремник служи за ношење телефона у било којем положају. На ремнику је пређица, која омогућава подешавање његове дужине за ношење. Микротелефонска комбинација МК-1-А омогућује предају и пријем говора. Састоји се из: рукохвата на којем су учвршћени сви дијелови микротелефонске комбинације; слушалице у виду улошка (каписле), смјештене у шкољку и учвршћене бакелитним поклопцем. Уложак слушалице је херметички затворен. Слушалица омогућује пријем говора, тј. претвара електричне у звучне таласе; микроталасног прекидача у виду пологе, херметички затвореног. Кад се притисне прекидач, микрофонско струјно коло је укључено; угљеног микрофона у виду улошка (каписле), смјештеног у шкољку и учвршћеног металним поклопцем. Уложак микрофона затворен је херметички. Микрофон омогућује предају говора, тј. претварање звучних у електричне сигнале; и петожилог кабла (2 m) савијеног у спиралу. Један крај је учвршћен и спојен на микротелефонску комбинацију, а други на горњу плочу телефона. Горња плоча је учвршћена за кутију са 6 вијака. Спој између кутије и горње плоче је херметички затворен.

## Постављање за рад и одржавање
Телефон М63 поставља се за рад у склониште, шатор, моторно возило или у зграду, непосредно на дохват руке учесника. Телефон се поставља за рад у хоринзонталном положају на дрвену подлогу ради изолације од земље; горња плоча окренута му је на горе. Може се вјешати ремником о дрво или о неки други предмет. При постављању телефона отвара се метални поклопац, који и даље остаје на ремнику. Кад се телефон поставља на аутоматску телефонску централу, бројчаник се учвршћује на предњу десну страну телефона.
Прије почетка прегледа и послије употребе сваки дио најприје добро очистити сувом крпом, па га тек онда прегледати. Послије извршеног прегледа, извијестити претпостављеног старјешину о неисправностима које су уочене, и о начину на који су отклоњене. Када се телефон неће употребљавати дуже од 30 дана, морају се извадити из њега сви суви елементи да се не би оштетили унутрашњи дијелови телефона.